# إيفا كيتاي
إيفا فيدر كيتاي هي فيلسوفة أمريكية. وهي أستاذة متميزة في الفلسفة (فخرية) في جامعة ستوني بروك. تشمل اهتماماتها الأساسية الفلسفة النسوية، والأخلاق، والنظرية الاجتماعية والسياسية، والاستعارة، وتطبيق هذه التخصصات على دراسات الإعاقة. حاولت كيتاي أيضًا جلب المخاوف الفلسفية إلى دائرة الضوء العامة، بما في ذلك قيادة لجنة المرأة المائة في عام 1995، وهي منظمة عارضت الطبيعة العقابية الملحوظة لإصلاحات الرعاية الاجتماعية التي كانت تجري في الولايات المتحدة في ذلك الوقت.

## التعليم والمهنة
حصلت إيفا كيتاي على درجة البكالوريوس من كلية سارة لورانس في عام 1967، ثم حصلت على درجة الدكتوراه من مركز الدراسات العليا بجامعة مدينة نيويورك في عام 1978. بعد حصولها على الدكتوراه، قبلت منصب أستاذة مساعدة زائرو للفلسفة في جامعة ماريلاند، كوليدج بارك للعام الدراسي 1978-1979، قبل أن تقبل منصبًا دائمًا في جامعة ستوني بروك في عام 1979 كأستاذة مساعد. تمت ترقية كيتاي إلى أستاذة مشاركة في عام 1986، وأستاذة كاملة في عام 1993. حصلت كيتاي على أستاذية متميزة من جامعة ستوني بروك في عام 2009. كيتاي هي أيضًا زميلة بارزة في مركز العلوم الإنسانية الطبية والرعاية الرحيمة والأخلاقيات الحيوية في ستوني بروك، وزميلة في دراسات المرأة.
حصلت على العديد من الجوائز، بما في ذلك زمالة جوجنهايم، وزمالة NEH، وجائزة ليبوفيتز للإنجاز الفلسفي والمساهمة من الجمعية الفلسفية الأمريكية وفاي بيتا كابا. في عام 2024، تم انتخابها كزميلة في الأكاديمية الأمريكية للفنون والعلوم.
وهي أم لامرأة تعاني من إعاقات متعددة كما تم الاعتراف بكتاباتها عن الإعاقة من قبل معهد Mensch, Ethiks, und Wissenshaft ومركز الاكتشاف وIncludeNYC. تم اختيارها كامرأة العام من قبل جمعية المرأة في الفلسفة 2003-2004. شغلت منصب رئيسة الجمعية الفلسفية الأمريكية، القسم الشرقي، في الفترة 2016-2017.

## مجالات البحث
ركزت أبحاث كيتاي على الفلسفة النسوية، والأخلاق، والنظرية الاجتماعية والسياسية، وفلسفة الإعاقة، والاستعارة، وتطبيق هذه التخصصات على دراسات الإعاقة. إن وجهات نظرها بشأن أخلاقيات الرعاية تشبه إلى حد كبير وجهات نظر فرجينيا هيلد وسارة روديك - أي أن التفاعلات الإنسانية تحدث بين أشخاص غير متساوين ولكن مترابطين، وأن الأخلاق العملية يجب أن تتلاءم مع الحياة كما يختبرها معظم الناس. كما قامت كيتاي بتوسيع نطاق عمل جون راولز لمعالجة مخاوف النساء والمعاقين ذهنيًا. وفي تطوير أخلاقيات الرعاية، كان مساهمتها الأكثر أهمية هي التركيز على حقيقة الاعتماد البشري الحتمية والحاجة إلى دمج مثل هذا الاعتماد وعمل الاعتماد في النظريات الأخلاقية والسياسية. لقد كانت واحدة من الأصوات الرئيسية في مجال فلسفة الإعاقة الناشئ، مع التركيز بشكل خاص على الإعاقة المعرفية.

## قائمة المراجع المختارة
الكتب
- كيتاي، إيفا (2020). التعلم من ابنتي. قيمة ورعاية العقول المعاقة. أكسفورد، نيويورك: مطبعة جامعة أكسفورد. ISBN 9780190844608.

- كيتاي، إيفا (1999). جهد الحب: مقالات عن المرأة والمساواة والتبعية. التفكير في الجندر. نيويورك: روتليدج. ISBN 9780415904131.

- كيتاي، إيفا (1987). الاستعارة: قوتها المعرفية وبنيتها اللغوية. أكسفورد، نيويورك: مطبعة كلارندون. ISBN 9780198249351.

الكتب المحررة
- كيتاي، إيفا؛ ليسيا كارلسون (2010). الإعاقة المعرفية وتحديها للفلسفة الأخلاقية. نيويورك، أكسفورد: دار وايلي بلاكويل للنشر.(ردمك 9781444322798)رقم ISBN 9781444322798.

فصول مختارة من الكتب
- فيدر كيتاي، إيفا (2005)، "الضعف والطبيعة الأخلاقية لعلاقات التبعية"، في كود، آن إي.؛ أندرياسن، روبن أو. (المحررون)، النظرية النسوية: مختارات فلسفية، أكسفورد، المملكة المتحدة، مالدين، ماساتشوستس: دار بلاكويل للنشر، ص. 264-279، ISBN 9781405116619.

- فيدر كيتاي، إيفا (2009)، "نظرية الأخلاقيات الحيوية المثالية واستبعاد الأشخاص ذوي الإعاقات المعرفية الشديدة"، في ليندمان، هيلدي؛ فيركيرك، ماريان؛ ووكر، مارغريت أوربان (المحررون)، الأخلاقيات الحيوية الطبيعية: نحو معرفة وممارسة مسؤولتين، كامبريدج، نيويورك: مطبعة جامعة كامبريدج، ص. 218-237، ISBN 9780521719407.